# Esta noche voy contigo
Singles de Shakira
Lejos De Tu Amor
(1991)
Esta Noche Voy Contigo est une chanson de Shakira, écrite par Miguel Enrique Cubillos. Elle est sortie en tant que troisième et avant-dernier single de l'album de Shakira Magia, le 16 juillet 1991 en Colombie. Cette chanson a eu moins de succès que les deux autres singles[réf. nécessaire].

## Clip
Le clip a été enregistré dans un zoo. On peut d'ailleurs voir un éléphant en arrière-plan. Le clip est sorti en même temps que le single.